# مسعود بختیاری
بهمن علاءالدین نام‌وَر به مسعود بختیاری (۲۰ مهر ۱۳۱۹ مسجدسلیمان - ۱۲ آبان ۱۳۸۵ کرج) خواننده، ترانه‌سُرا و آهنگ‌ساز موسیقی لری بختیاری بود.

## زندگی
بهمن علاءالدین ۲۰ مهر ۱۳۱۹ در مسجدسلیمان و در خانواده‌ای پرجمعیت و سُنتی زاده شد. وی از طایفهٔ بهداروند و از شاخه هفت لنگ بختیاری بود. در ۱۳۲۴ به علت تغییر محل خدمت پدر خود که در آن زمان در شرکت نفت مسجدسلیمان مشغول خدمت بود، به همراه خانواده به لالی نقل مکان نمود و در ۱۳۲۸ که نخستین مدرسهٔ ابتدایی به نام «دبستان فردوسی» در این شهر راه‌اندازی شد؛ شروع به تحصیل نمود و سپس سال‌های اول و دوم دبیرستان را در «عنبَل» و در «دبیرستان هنر» به پایان رساند و در سال ۱۳۳۶ و به دنبال بازنشسته شدن پدر از خدمت شرکت نفت؛ دوباره به مسجدسلیمان بازگشت و تا سال ۱۳۴۰ در «دبیرستان امیرکبیر» این شهر دوره تحصیلات دبیرستانی خود را به پایان رساند.
تا پیش از انقلاب با همراهی منصور قنادپور، نوازندهٔ سنتور، آثاری را به دو زبان فارسی و لری بختیاری و با حال‌وهوای موسیقی شهری ارائه داد.
علاءالدین، پس از به پایان رساندن تحصیلات متوسطهٔ آن زمان، به خدمت آموزش و پرورش درآمد و تا بازنشستگی به عنوان آموزگار، انجام وظیفه کرد. از سال ۱۳۵۰ به جهت آغاز همکاری خود با رادیو اهواز و منصور قنادپور، همزمان در آموزش و پرورش اهواز نیز تدریس می کرد.
پس از انقلاب، مدتی در سکوت به‌سر برد تا این که با عطا جنگوک آشنا شد.

## ویژگی آثار
مجموعهٔ «مال‌کَنون» که با همکاری مسعود بختیاری و عطا جنگوک، نوازندهٔ تار و پژوهشگر موسیقی محلی خلق شده بود، به عنوان نخستین آلبوم رسمی وی در سال ۱۳۶۵ وارد بازار موسیقی شد و موفقیت‌های زیادی یافت. به عقیدهٔ بعضی از کارشناسان موسیقی، آلبوم مال‌کنون، از موفق‌ترین آثار موسیقی محلی در ایران است. دومین و آخرین همکاری بهمن علاءالدین با عطا جنگوک، شش سال بعد منجر به خلق آلبوم «هِی‌جار» شد. هی‌جار نیز محبوبیت و مقبولیت فراوانی یافت ولی از نظر رضایت مخاطبان به پای آلبوم مال‌کنون نرسید.
مسعود بختیاری پس از این دو اثر شاخص خود، سه اثر دیگر به نام‌های «تاراز»، «بَراَفتَو»، «آستارَه» و «بَهیگ» را به علاقه‌مندانِ موسیقی بختیاری ارائه داد. در آبان ۱۳۹۲ و پس از گذشت شش سال از درگذشت وی، آلبوم «ویر» به خوانندگی و آهنگسازی خودش و سرپرستی و تنظیم ارژنگ سیفی‌زاده منتشر شد.

### نوآوری و بازآوری‌ها
رویکرد آگاهانهٔ وی به احیای آوازهای بومی با اشعاری جدید بود. چه این که برخی از آوازهای کهن، یا اشعار مناسب روز نداشتند یا این که تنها برای مناسبت خاصی به وجود آمده بودند. مانند بهره‌گیری از آواز «برزگری» یا «صیادی» که اولی آواز کشاورزان و دومی آواز شکارچیان بوده است. او حتی از آوازهای سوگ موسوم به «گاگریو» نیز با اشعار دیگر بهره می‌برد و همچنین قادر بود تلفیقی از این آوازها را ارائه دهد. به عبارت دیگر می‌توانست بخشی از جمله آوازی‌اش با بخشی دیگر از آن، ریشه‌ای متفاوت داشته باشد. نمونه‌اش، آواز «آستاره» در آلبومی به همین نام است. علاءالدین در این لحن برگرفته از آوازهای سوگ و همچنین یکی از آوازهای کار، روایتی عاشقانه و لطیف‌تری از نمونهٔ اصلی ارائه می‌کند که همانند آوازهای سوگ خشن و اندوه‌بار نیست.

دقت نظر وی یکی از عوامل توفیق او در جذب مخاطبانش بود. به جای این‌که در فرهنگ‌های دیگر به دنبال ملودی بگردد یا خود به ساختن ملودی‌های ضعیف بپردازد، از آبشخور نغمات بومی نهفته در صدای ساز توشمال‌های بختیاری بهره می‌برد. خود می‌گفت: 
«اگر در کار کُرنانوازان دقیق شویم نغمه‌های بسیار بسیار زیبایی پیدا می‌کنیم که در نگاه اول ممکن است به چشم نیایند.»

چیرگی بر ادبیات فارسی و بختیاری و همین‌طور برخورداری از ذوق شعری به او امکان داده بود تا کلام بسیاری از ترانه‌هایش را خود بسراید. وی از آن‌جا که از زمان کودکی با عشایر بختیاری زندگی کرده بود بر وزن‌ها و عادات شعر اصیل بختیاری نیز چیرگی داشت. ترانهٔ «تنک بلور» که در سال ۱۳۵۱ با همراهی ارکستر رادیو اهواز به سرپرستی منصور قنادپور خواند به خوبی این ویژگی او را نمایان ساخته است.

### طبیعت‌گرایی
طبیعت‌گرایی در آثار بهمن علاءالدین موج می‌زند. او پیش از آن که با مظاهر زندگی نوین ماشینی روبرو شود، شب و روزش در واژگانی چون مَه (ماه)، اَفتَو (آفتاب)، آستارَه (ستاره)، کَوْگ (کبک)، اَوْر (ابر)، بارون، تَش (آتش)، کُهْ (کوه) و … خلاصه می‌شد. به همین دلیل در غالب آوازهایش –که بیشتر اشعارش را خود می‌سرود و طرح آوازی‌اش را به انجام می‌رساند– چنین واژگانی بسیارند.

## درگذشت

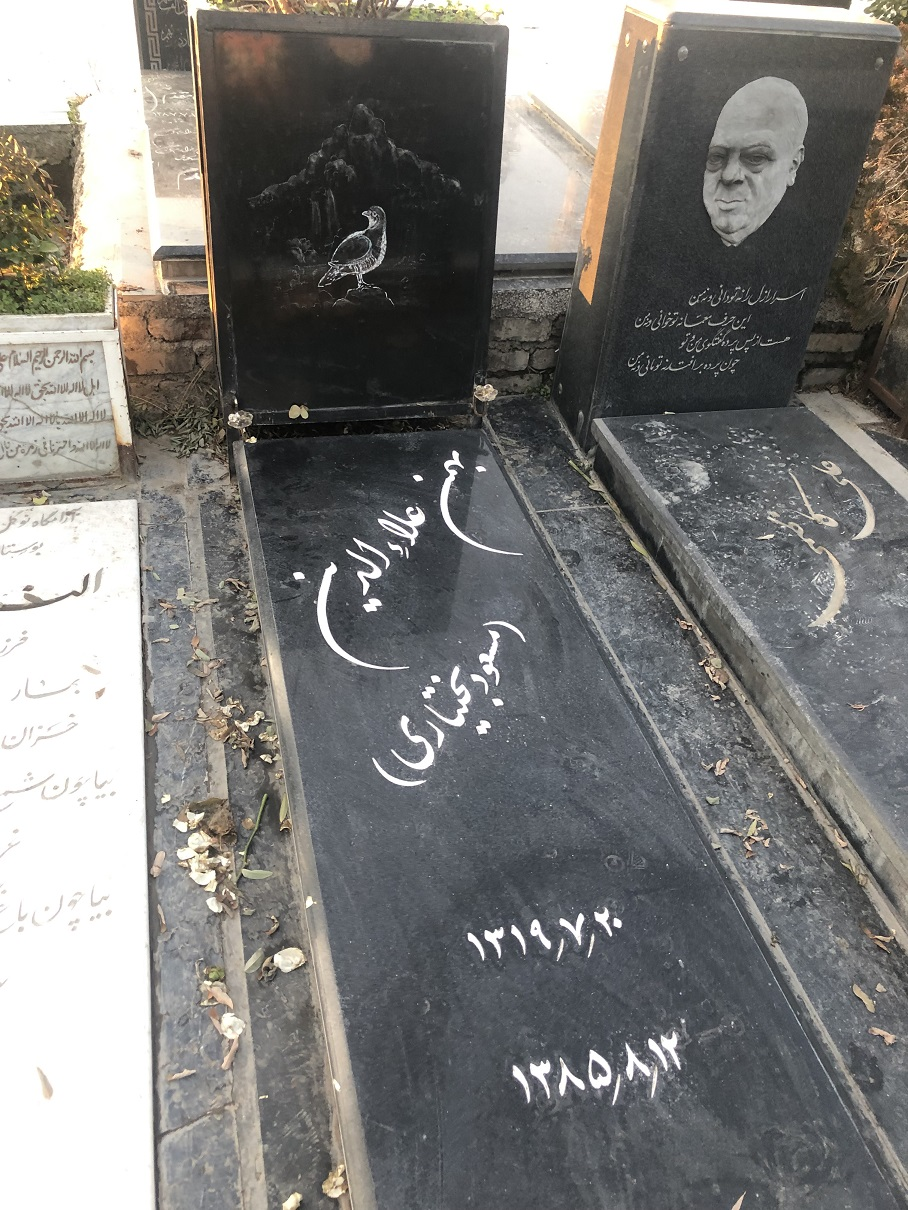

بهمن علاءالدین در سال ۱۳۷۹ برای زندگی به شهرستان کرج رفت و سرانجام پس از طی یک دورهٔ بیماری کلیوی و عمل جراحی مثانه در صبحگاه جمعه، دوازده آبان ۱۳۸۵ و پس از ۶۶ سال زندگی، به علت نارسایی قلبی در این شهر درگذشت. وقتی خبر درگذشتش منتشر شد، بختیاری‌های داخل و خارج از کشور، سیلی از پیام و اظهار همدردی به راه انداختند.
پیکر بهمن علاءالدین در جوار آرامگاه برخی از هنرمندان برجستهٔ ایران مانند غلامحسین بنان، حبیب‌الله بدیعی، مرتضی حنانه، نعمت‌الله آغاسی، دلکش و هوشنگ گلشیری در بقعهٔ امامزاده طاهر کرج به‌خاک سپرده شد.
در آیین بختیاری، وقتی شخصی دور از محل زادگاه خود دفن می‌شود، یک تندیس یادبود به نام مافه‌گه برای او ساخته و در زادگاه وی نصب می کنند. مافه‌گه مسعود بختیاری، در منطقه کوهستانی تاراز نصب شده است.

## زندگی شخصی
مسعود بختیاری در طول عمر خود هیچ‌گاه ازدواج نکرد و پس از بازنشستگی نیز در جمع خانوادهٔ خواهرش در کرج می‌زیست. وی همچنین از حضور در تجمعات و مجالس چندان لذت نمی‌برد.

## ترانه‌شناسی

### آلبوم‌ها
- ۱۳۶۵ – مال‌کَنون
- ۱۳۷۱ – هِی‌جار
- ۱۳۷۳ − تاراز
- ۱۳۷۵ − بَراَفتَو
- ۱۳۷۷ − آستارَه
- ۱۳۸۴ – بَهیگ
- ۱۳۹۴ – ویر

### تک آهنگ‌ها
- ۱۳۵۳ – گل‌های کاغذی